# Gucumatz

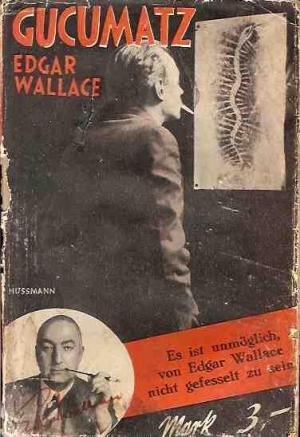
Gucumatz, Cover der Taschenbuch-Ausgabe um 1930, grafische Gestaltung durch Heinrich Hußmann

Gucumatz, auch Gucumatz der Allmächtige oder Die gefiederte Schlange (englischer Originaltitel: The Feathered Serpent), ist ein Kriminalroman des britischen Schriftstellers Edgar Wallace aus dem Jahr 1927. Im Mittelpunkt des Romans stehen der Überfall auf die Schauspielerin Ella Creed und der kurz darauf erfolgte Mord an ihrem Bekannten Joe Farmer sowie das Auftauchen geheimnisvoller Kärtchen mit der Abbildung einer gefiederten Schlange.

## Inhalt

### Allgemeines und formaler Aufbau
Der Roman Gucumatz ist wie alle Kriminalromane von Edgar Wallace durchweg fiktiv. Er umfasst in der deutschen Taschenkrimi-Ausgabe 171 Seiten und ist in 23 durchnummerierte Kapitel aufgeteilt, die mit Ausnahme des letzten keine eigenen Titel haben. Das letzte Kapitel ist überschrieben mit „Die Geschichte der Gefiederten Schlange Von Peter Dewin“ und stellt den Zeitungsbericht des fiktiven Reporters und Protagonisten Peter Dewin zu dem im Roman beschriebenen Fall dar. Das gesamte Buch wird aus der Position eines allwissenden Erzählers in der Vergangenheitsform wiedergegeben. Die Geschichte spielt in London, wobei die konkreten Handlungsorte abhängig von den betrachteten Personen wechseln. Die Hauptstränge der Handlung begleiten die verschiedenen Protagonisten, vor allem den Reporter Peter Dewin, die Sekretärin Daphne Olroyd, die Schauspielerin Ella Creed, Leicester Crewe, Paula Staines, Gregory Beale sowie den Polizeiinspektor Clarke.

### Handlung

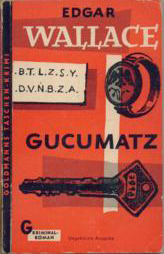
Gucumatz, Cover der Ausgabe „Rote Krimis“, 1962, mit Abbildung des Schlüssels und des Rätsels

Kurz nachdem die Schauspielerin Ella Creed überfallen wird, wird ihr Freund Joe Farmer erschossen. In beiden Fällen wird ein Kärtchen mit einer gefiederten Schlange hinterlassen, die auch Leicester Crewe und Paula Staines bekommen haben. Der Reporter Peter Dewin und der Polizeiinspektor Clarke beginnen mit ihren Untersuchungen und Recherchen und versuchen, den Fall aufzuklären. Die Sekretärin Daphne Olroyd, Privatsekretärin von Leicester Crewe, ist bei dem Mord zugegen, und nimmt eine Geldbörse in Verwahrung, die sie kurz darauf an den Reporter Dewin übergibt. Dieser findet darin einen kleinen Schlüssel mit der Nummer 7916 und einen Pappstreifen, auf dem sich untereinander zwei Buchstabenfolgen befinden:
F.T.B.T.L.Z.S.Y.

H.V.D.V.N.B.Z.A.
Er identifiziert die Zeilen als Geheimschrift und stellt fest, dass es sich jeweils um aufeinanderfolgende Buchstaben handelt, zwischen denen je ein Buchstabe fehlt:
F.T.B.T.L.Z.S.Y.

G.U.C.U.M.A.T.Z.

H.V.D.V.N.B.Z.A.
Daphne Olroyd wechselt kurz nach dem Mord ihre Anstellung und wird von dem wohlhabenden Gelehrten und Sammler Gregory Beale eingestellt. Dieser möchte mit ihrer Hilfe die von ihm erstellte Sammlung südamerikanischer Artefakte katalogisieren, unter denen sich auch eine Figur der gefiederten Schlange Gucumatz befindet, der Maya-Entsprechung des aztekischen Gottes Quetzalcoatl. Dewin sucht Beale auf, um sich über die gefiederte Schlange zu informieren und erfährt, dass es eine international organisierte Geheimgesellschaft gibt, die der gefiederten Schlange dient und vor allem in Gefängnissen aktiv ist.

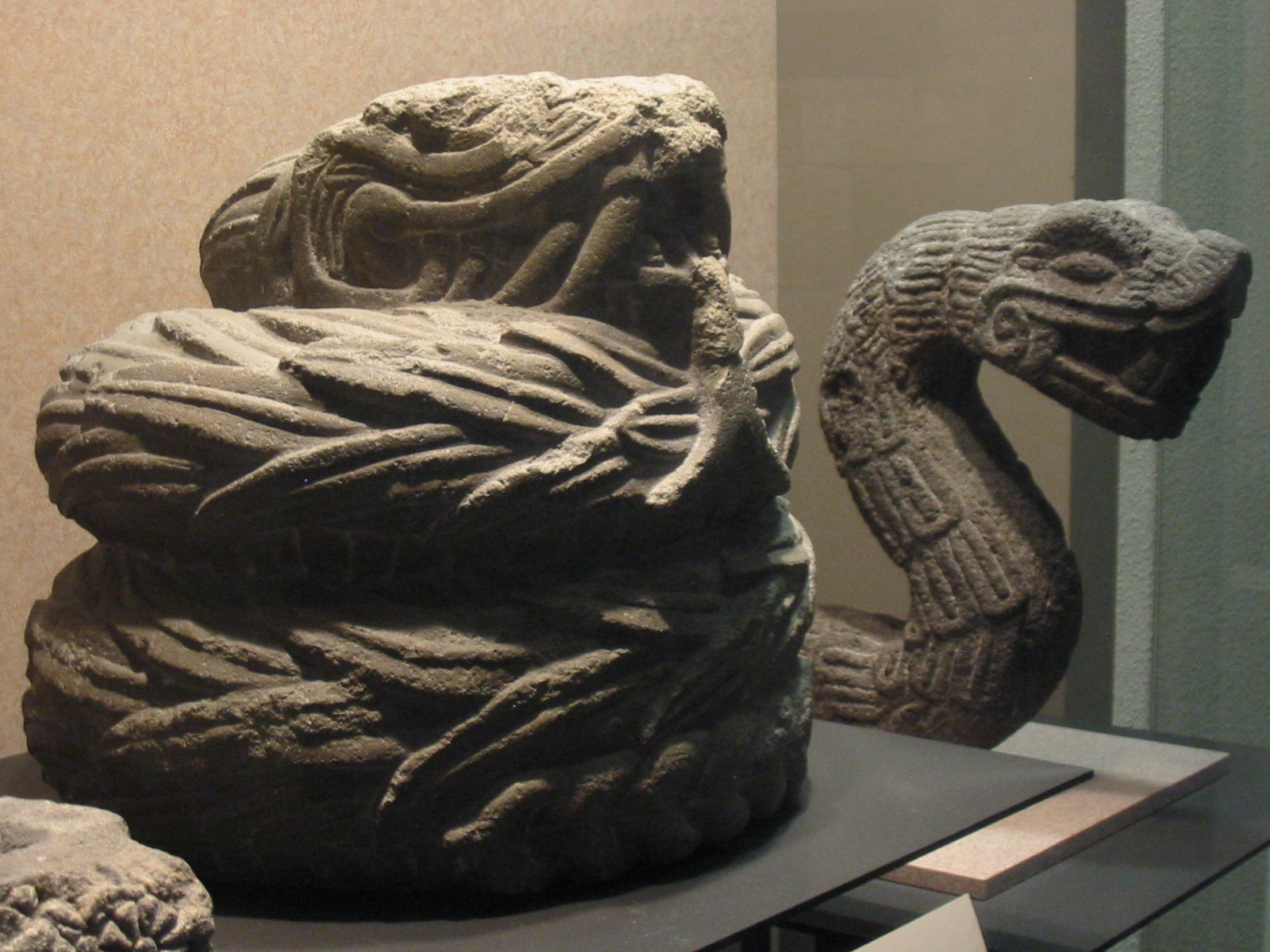
Aztekische Skulpturen gefiederter Schlangen im Museo Nacional de Antropología in Mexiko-Stadt; Gucumatz ist eine Version dieser Schlange in der Maya-Kultur.

Im Laufe der Ermittlungen wird auch Leicester Crewe getötet, während er sich bei Gregory Beale aufhält und diesem wertlose Aktien verkaufen will. Er wird erschossen, während sich Dewin und Clarke im Haus befinden, wobei der Schuss offensichtlich von außerhalb der Wohnung durch die Scheibe erfolgte und ein Loch hinterließ. Als potenzieller Täter kristallisiert sich zunehmend der als Geldfälscher verhaftete William Lane heraus, der allerdings augenscheinlich nach seiner Entlassung bei einem Unfall getötet worden ist und auf dessen Spur sie über dessen Begleiter Hugg kommen. Dewin und Daphne Olroyd freunden sich zunehmend an und sie erzählt ihm mehrere Einzelheiten rund um die Schauspielerin Creed, Leicester Crewe und auch Gregory Beale und seine Sammlung. Im Laufe der weiteren Geschehnisse wird Daphne Olroyd entführt und in ein abgelegenes Gebäude gebracht, später stellt sich jedoch heraus, dass dies auf einer Verwechslung mit Ella Creed beruht, deren Mantel sie getragen hatte. Bei einem Besuch von Ella Creed im Haus von Gregory Beale, bei dem sie Daphne Olroyd ausfragen möchte, bricht sie beim Anblick der Figur der gefiederten Schlange bewusstlos zusammen. Zum Ende des Romans wird auch die entführt und eingesperrt, kann jedoch von Peter Dewin gefunden werden.

### Aufklärung
Die Aufklärung des Falls wird von Peter Dewin am Ende des Romans in der Zeitung veröffentlicht. Als Mörder und Entführer wird Gregory Beale ermittelt, der von vier Personen unschuldig ins Gefängnis gebracht wurde: von John Farmer, Ella Creed, Leicester Crewe und Paula Staines, die ihn zuerst um eine große Geldsumme betrogen und danach als Geldfälscher bezichtigten. Beale, der zu der Zeit anonym als William Lane versuchte, Sozialhäuser zu bauen, hatte sich in Ella Creed verliebt, die Schwester von Leicester Crewe und Ehefrau von Joe Farmer. Sie überredeten Beale, eine hohe Summe in einem Banksafe zu hinterlegen, der nur durch einen Schlüssel und ein geheimes Passwort zu öffnen war. Danach arrangierten sie eine Durchsuchung der Polizei in der Fälscherwerkstatt von John Farmer und Paula Satines, bei der William Lane verhaftet wurde und durch Aussagen von Farmer ins Gefängnis kam. Nachdem Beale aus dem Gefängnis entlassen worden war, kaufte er eine Sammlung südamerikanischer Artefakte und erklärte seine lange Abwesenheit durch eine Expedition nach Südamerika, danach rächte er sich an den Menschen, die ihn betrogen hatten. Kurz bevor er verhaftet werden kann, flieht er aus London.

## Veröffentlichung und Rezeption

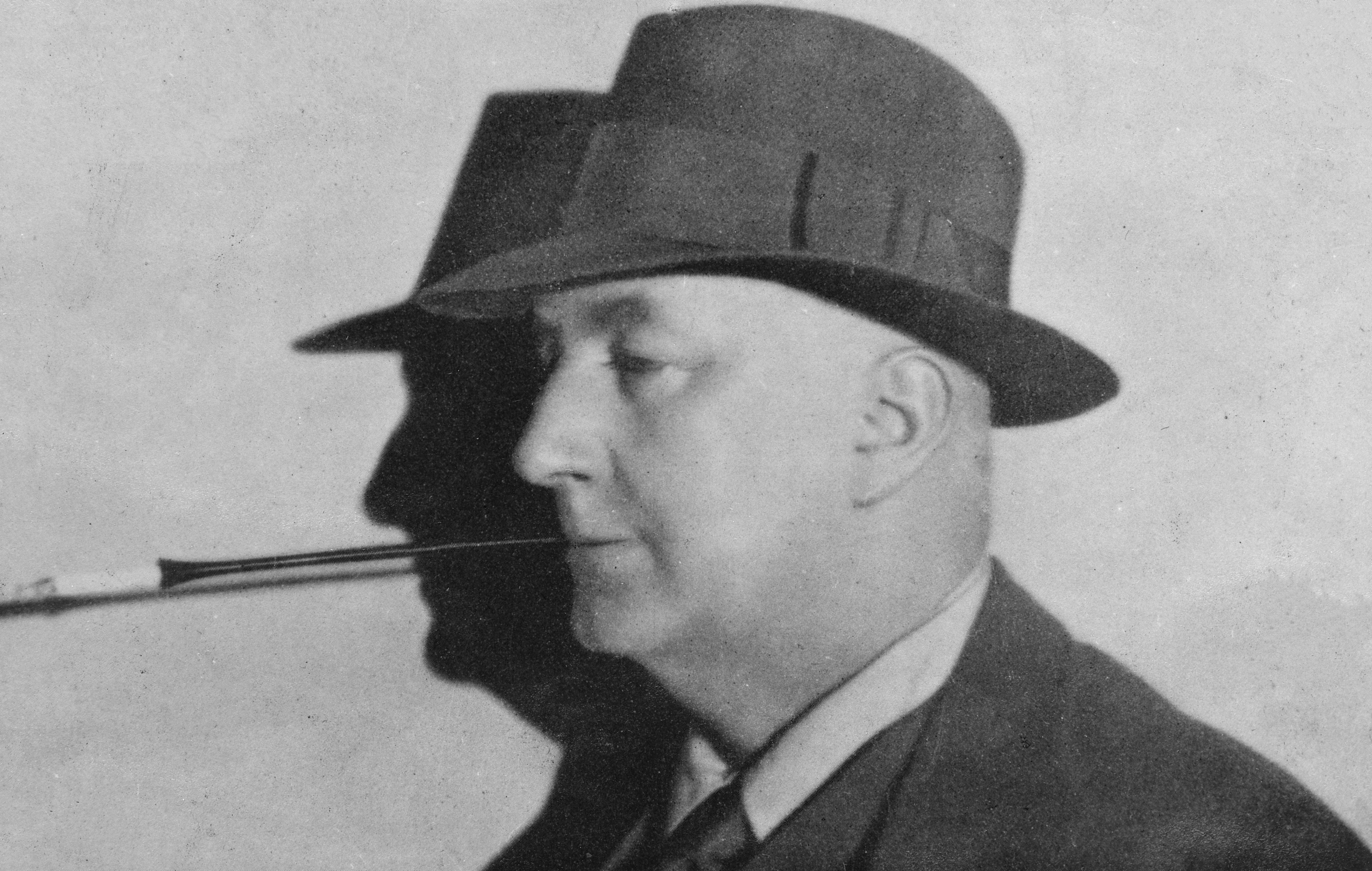
Edgar Wallace (1928)

### Ausgaben und Übersetzungen
Der Roman The Feathered Serpent wurde 1927 von Hodder & Stoughton in London als Kriminalroman veröffentlicht und in der Folge wie die meisten Romane von Edgar Wallace in mehrere Sprachen übersetzt. Der Roman wurde auch unter den Titeln Inspector Wade und Inspector Wade and the Feathered Serpent verlegt, in den Vereinigten Staaten erschien er 1928 bei Doubleday, New York. In der Zeitschrift The Spectator wurde das Buch nach seinem Erscheinen als typischer Roman von Edgar Wallace beschrieben. Der Zeitschrift folgend handelte es sich bereits um das zweite Buch innerhalb von zwei Monaten, wodurch es nicht überraschend ist, dass es für Leser, die Wallace gut kennen, an Originalität fehle. Lesern, die jedoch mit Wallace weniger vertraut sind, wird es dagegen aufgrund der Spannung und Überraschungen empfohlen:

“It is not, therefore, surprising that there is little originality in the weaving and solution of its plot, for this rate of output is what we have now learnt to expect from Mr. Wallace. But anyone who has not already read most of his books will find The Feathered Serpent full of thrills and surprises : and the clever young journalist, who discovers the truth of the case but does not disclose the murderer to the police until he has had time to flee the country, is a pleasant companion with whom to explore these dangerous paths.”

In Deutschland wurde der Roman in einer Übersetzung von Karl Siegfried Döhring unter dem Pseudonym Ravi Ravendro als deutsche Erstausgabe im Jahr 1928 beim Wilhelm Goldmann Verlag in Leipzig veröffentlicht. In der Reihe „Goldmann Taschenkrimi“ (später als Rote Krimis bekannt) erschien er ab 1950 mit der Ausgabenummer 248, später erschienen mehrere Neuauflagen und Ausgaben des Romans bei Goldmann (1972, 1975, 1977, 1978, 1982, 1997) und im Bertelsmann Verlag. Im Rahmen der Edgar-Wallace-Jubiläumsausgabe „30 Jahre Rote Krimis“ im Jahr 1982 wurde das Buch als Band 33 veröffentlicht. In der Deutschen Demokratischen Republik erschien das Buch 1970 unter dem Titel Die gefiederte Schlange beim Aufbau-Verlag in Berlin und Weimar, ebenfalls in der Fassung von Döhring bzw. Ravendro. 1987 erschien beim Scherz Verlag in der Schweiz eine Neuübersetzung von Mechthild Sandberg unter dem Titel Gucumatz der Allmächtige in der Reihe Scherz Krimi. 2000 veröffentlichte der Weltbild Verlag Augsburg den Roman als Doppelausgabe mit Der rote Kreis im Rahmen einer Wallace-Edition zum 125. Geburtstag des Autors.

### Verfilmungen
Der Roman The Feathered Serpent wurde in den 1930ern zwei Mal verfilmt, wobei in beiden Fällen der Roman als Grundlage einer veränderten Story genutzt wurde. Während der 1932 in den Vereinigten Staaten produzierte Film mit dem neuen Titel The Menace erschien, behielt die britische Verfilmung von 1934 den Namen The Feathered Serpent bei.
Der Film The Menace (engl.: „Die Bedrohung“) erschien 1932 bei Columbia Pictures und basiert auf einem Drehbuch von Roy Chanslor und Dorothy Howell, das auf The Feathered Serpent aufbaut. Die Regie führte Roy William Neill, produziert wurde der Film von Sam Nelson. Als Hauptdarsteller agieren H. B. Warner, Walter Byron und Bette Davis, die als Loan-Out von Universal Studios in dem Film mitwirkte. Für Davis war The Menace zudem einer der ersten Filme und eine der ersten Hauptrollen ihrer Filmkarriere.  Inhaltlich leitet sich der Film nur teilweise vom Roman ab. Er beschreibt die Geschichte des unschuldig für den Mord an seinem Vater verurteilten Ronald Quayle, der nach seiner Flucht und einer Gesichtsoperation nach einem Unfall zu seiner Familie zurückkehrt und den wahren Mörder sucht. Die Kritik beschreibt den Film teilweise als „uninteressanter Kriminalfilm. Anders als man es gewohnt ist, steuert die Geschichte, der jegliche Aura des Mysteriösen fehlt, in aller Gemütsruhe dem Ende zu, das man vorhersagen kann, noch ehe die erste Filmrolle abgespult ist. Die Besetzung ist nur durchschnittlich, H.B. Warner in der kleinen Rolle des Detektivs von Scotland Yard und Natalie Moorhead als Ronalds Stiefmutter sind am besten; Bette Davis holt das meiste aus ihrer kleinen Nebenrolle heraus. Die Dekors, insgesamt von pretentiösen Stil, bringen recht zufriedenstellend die notwendige britische Atmosphäre ein.“
The Feathered Serpent wurde 1934 bei G.S. Enterprises veröffentlicht. Es wurde von dem britischen Regisseur Maclean Rogers nach einem Drehbuch von Kathleen Butler verfilmt, die Hauptrollen spielten Enid Stamp-Taylor, Tom Helmore, Molly Fisher und Moore Marriott. Der Film wurde als typische Wallace-Verfilmung beschrieben, der aufgrund der Spannung und der in ihm enthaltenen Geheimnisse empfohlen wird. Nach anderen Kritiken hat die Story „durch die Transformation auf die Leinwand all seine Spannung verloren und die Geschichte wirkt hoffnungslos verworren und künstlich.“
Eine deutsche Übersetzung der Filme existiert nicht.

## Ausgaben

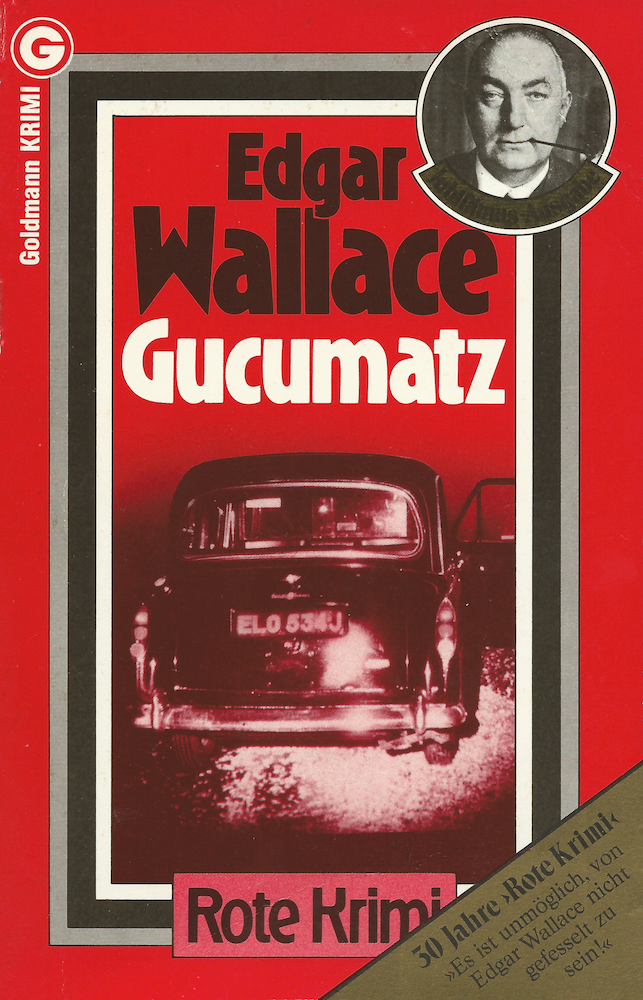
Gucumatz, Cover der Jubiläumsausgabe „30 Jahre Rote Krimis“, 1982

- The Feathered Serpent. Hodder & Stoughton, London, 1927.
- The Feathered Serpent. Doubleday, New York City, 1928.
- The Feathered Serpent. Hodder & Stoughton, London, 1958 (Taschenbuch)

Auswahl deutschsprachiger Ausgaben
- Gucumatz. Ins Deutsche übertragen von Ravi Ravendro. Wilhelm Goldmann Verlag Leipzig, o. J. [1928]
- Gesammelte Werke: Gucumatz, Das Verrätertor, Die seltsame Gräfin, John Flack, Zimmer 13. Wilhelm Goldmann Verlag Leipzig, 1929.
- Gucumatz. Wilhelm Goldmann Verlag München, 1958 (Goldmann Taschenkrimi 248)
- Die gefiederte Schlange. Aufbau-Verlag Berlin und Weimar, 1970.
- Gucumatz. 16. Auflage (Jubiläumsausgabe 30 Jahre Rote Krimis), Band 33, Wilhelm Goldmann Verlag, München 1982.
- Gucumatz der Allmächtige Scherz Verlag, Bern und München, 1987 (Scherz Krimi 1131; Neuübersetzung von Mechthild Sandberg), ISBN 3-502-51131-4.
- Gucumatz. Goldmann Wilhelm GmbH, 1998.
- Der rote Kreis / Gucumatz. Weltbild Verlag Augsburg, 2000.

## Belege
1. 1 2 3 4 5  
„Feathered Serpent, The. (Buch)“ In: Joachim Kramp, Jürgen Wehnert: Das Edgar-Wallace-Lexikon. Leben - Werk - Filme. Schwarzkopf & Schwarzkopf, Berlin 2004; S. 183–184. ISBN 3-89602-508-2
2. ↑  
The Feathered Serpent, englischer Volltext im Project Gutenberg Australia; abgerufen am 21. März 2017.
3. ↑  
The Feathered Serpent. By Edgar Wallace. (Hodder and Stoughton). in The Spectator vom 13. Mai 1927, S. 40; abgerufen am 21. März 2017.
4. 1 2  
The Menace bei IMDb
5. ↑  
Kritik nach The BioScope 1932, wiedergegeben in „Menace, The. (Film)“ In: Joachim Kramp, Jürgen Wehnert: Das Edgar-Wallace-Lexikon. Leben - Werk - Filme. Schwarzkopf & Schwarzkopf, Berlin 2004; S. 425. ISBN 3-89602-508-2
6. ↑  
The Feathered Serpent bei IMDb
7. ↑  
Edgar Wallace’s The Feathered Serpent auf vintagepopfictions.blogspot.de; abgerufen am 21. März 2017.
8. ↑  
Kritik nach Picturegoer 1934, wiedergegeben in „Feathered Serpent, The. (Film)“ In: Joachim Kramp, Jürgen Wehnert: Das Edgar-Wallace-Lexikon. Leben - Werk - Filme. Schwarzkopf & Schwarzkopf, Berlin 2004; S. 184. ISBN 3-89602-508-2
9. ↑  
„Feathered Serpent, The. (Film)“ In: Joachim Kramp, Jürgen Wehnert: Das Edgar-Wallace-Lexikon. Leben - Werk - Filme. Schwarzkopf & Schwarzkopf, Berlin 2004; S. 184. ISBN 3-89602-508-2
10. ↑  
„Menace, The. (Film)“ In: Joachim Kramp, Jürgen Wehnert: Das Edgar-Wallace-Lexikon. Leben - Werk - Filme. Schwarzkopf & Schwarzkopf, Berlin 2004; S. 425. ISBN 3-89602-508-2